# Argemone corymbosa
Argemone corymbosa är en vallmoväxtart som beskrevs av Edward Lee Greene. Argemone corymbosa ingår i släktet taggvallmor, och familjen vallmoväxter.

## Underarter
Arten delas in i följande underarter:
- A. c. arenicola
- A. c. corymbosa

## Bildgalleri

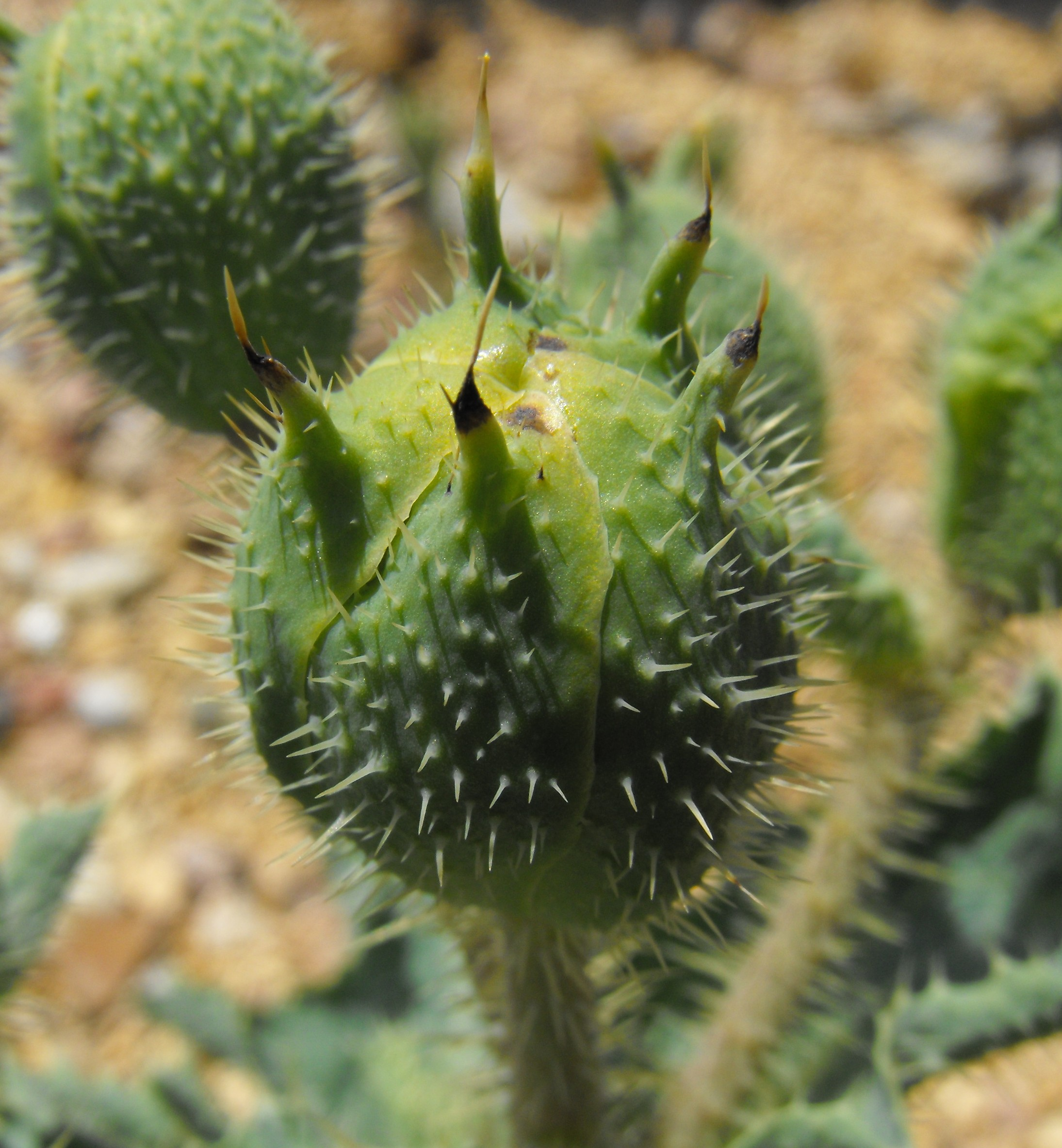